# 蜜雪兒·巴特-赫克利
蜜雪兒·巴特-赫克利（英語：Michelle Bartsch-Hackley，1990年2月12日—），美國女子排球運動員，司職主攻手。現時效力於土超豪門球隊瓦基弗銀行女排俱樂部。

## 職業生涯
她在2015年開始才成為美國國家女子排球隊一員，是屬於大器晚成的一群。她代表美國在出戰2018年女子排球國家聯賽奪得金牌。 蜜雪兒在2018年女子排球國家聯賽中表現出色，並首度在國際賽事上獲得最佳主攻及最有價值球員之稱。
在2021年，她代表美國在2020年奥林匹克运动会奪得金牌，並獲得最佳主攻之荣誉。
在2021-2022俱樂部賽季結束後，Bartsch-Hackley官宣將在聯賽結束後休息一段時間，暫別排球，或許要到2023年1月才復出。在此期間，她不會參加任何比賽，亦不會與任何俱樂部簽約，這就意味著她將缺席2022年的女子排球國家聯賽和世錦賽。

## 獎項

### 個人榮譽
- 2018年女子排球國家聯賽：最有價值球員（MVP）、最佳主攻手
- 2021年女子排球國家聯賽：最有價值球員（MVP）、最佳主攻手
- 2020年東京奧運會女子排球比賽：最佳主攻手

### 俱樂部
- 2018–19賽季意大利女排超級聯賽： - 亞軍（諾瓦拉女排俱乐部）
- 2018–19賽季歐洲女排聯賽冠軍盃： - 冠軍（諾瓦拉女排俱乐部）
- 2019-20賽季中国女子排球超级联赛： - 季軍（北京汽車女子排球俱樂部）

### 國家隊
- 2018年女子排球國家聯賽： - 冠軍
- 2019年女子排球國家聯賽： - 冠軍
- 2021年女子排球國家聯賽： - 冠軍
- 2020年東京奧運會女子排球比賽： - 冠軍

## 外部連結
| 獎項                          | 獎項                                                 | 獎項                                   |
| ----------------------------- | ---------------------------------------------------- | -------------------------------------- |
| 前任： 朱婷 布蘭克莎·米赫露域 | 奧林匹克 最佳主攻手 東京 2020 與 喬丹·拉爾森共同獲獎 | 繼任： 米莉安·塞拉 加布里埃拉·桂馬萊絲 |
| 前任： 安德烈·德魯斯          | 女子排球國家聯賽 最有價值球員 2018 2021              | 繼任： 安德烈·德魯斯 寶拉·艾格努       |
| 前任： -                      | 女子排球國家聯賽 最佳主攻手 2018 與 朱婷共同獲獎     | 繼任： 加布里埃拉·桂馬萊絲 劉晏含      |